# الحق الدامغ
الحق الدامغ هو كتاب في العقيدة الإباضيّة لمفتي سلطنة عمان أحمد بن حمد الخليلي. يتكلم فيه عن عقيدة الإباضية، وأهم القضايا المختلف عليها مثل:
- إنكار رؤية الله بالآخرة
- القول بخلق القرآن
- الاعتقاد بالخلود بالنار للفاسق إن لم يتب.

وقد عالج المؤلف في الكتاب بسرد حجة كل طائفة والرد عليها.